# توم برايس (لاعب كرة قاعدة)
توم برايس (بالإنجليزية: Tom Brice)‏ هو لاعب كرة قاعدة أسترالي، ولد في 24 أغسطس 1981.

## وصلات خارجية
- توم برايس على موقع دوري كرة القاعدة الرئيسي (الإنجليزية)
- توم برايس على موقع دوري أستراليا لكرة القاعدة (الإنجليزية)
- توم برايس على موقعبيزبول رفرنس.كوم (الدوري الثانوي) (الإنجليزية)
- توم برايس على موقع أوليمبيديا (الإنجليزية)
- توم برايس على موقع اللجنة الأولمبية الأسترالية (الإنجليزية)